# تيسير الناشف
تيسير نجم الدين الناشف (22 مارس 1940 – 21 يناير 2022) هو مؤرخ وكاتب ومترجم فلسطيني.

## حياته
ولد تيسير الناشف في بلدة الطيبة، في قضاء طولكرم، درس الابتدائية والثانوية فيها، حاصل على شهادة البكالوريوس في العلوم السياسية واللغة العربية وآدابها عام 1964، وحاصل على شهادة الماجستير في العلاقات الدولية من الجامعة العبرية بالقدس عام 1968م، والماجستير أيضاً في الدراسات الإسلامية من جامعة تورونتو بكندا عام 1969. وحاصل على الدكتوراة في العلوم السياسية من جامعة بينغامتون بولاية نيويورك، بعنوان "الزعامتان السياسيتان العربية واليهودية في فلسطين - دراسة مقارنة".
كان محاضرًا في جامعات مختلفة بالولايات المتحدة، منها كلية غرانس في فيلادلفيا بولاية بنسلفانيا، وكلية جامعة نيويورك في أونيونتا، وكلية إسيكس كاونتي، وجامعة وليام باترسون بولاية نيوجرسي. وكان محاضرًا بكلية علم الاجتماع، وكلية الشريعة في جامعة وهران بالجزائر بين عام 1974 - 1976. اشترك في عدة مؤتمرات وندوات علمية وقدم أبحاثا فيها. وله عدة مقالات وأبحاث نشرت باللغتين العربية والإنجليزية تتناول مواضيع مختلفة حول الصراع في فلسطين، ونزع السلاح التقليدي والنووي في الشرق الأوسط، والعلاقات الثقافية بين الوطن العربي والغرب، والاستشراق، والمطامع الغربية بموارد الوطن العربي.

## العضوية
- عضو في رابطة العلوم السياسية الأمريكية.
- عضو رابطة دراسات الشرق الأوسط.
- عضو رابطة الخريجين العرب الأمريكيين.
- عضو رابطة العلماء الاجتماعيين المسلمين.
- عضو رابطة دراسات العالم الثالث، ومؤسسة العالم الثالث.
- عضو رابطة المترجمين الأمريكية.

## مؤلفاته
| ت  | العنوان                                                        | تاريخ النشر | المرجع |
| -- | -------------------------------------------------------------- | ----------- | ------ |
| 1  | الاسلحة النووية في إسرائيل                                     | 1990        |        |
| 2  | الزعامتان السياسيتان العربية واليهودية في فلسطين: دراسة مقارنة | 2002        |        |
| 3  | السلطة والحرية الفكرية والمجتمع                                | 2001        | [ 6 ]  |
| 4  | السلطة والفكر والتغير الاجتماعي                                | 2003        | [ 7 ]  |
| 5  | العرب والعالم في القرن القادم                                  | 1998        |        |
| 6  | المجتمع والثقافة                                               | 2014        | [ 8 ]  |
| 7  | مختارات من الشعر العربي المعاصر                                |             |        |
| 8  | مفكرون فلسطينيون في القرن العشرين                              | 1999        |        |
| 9  | الأم والأمومة: مجموعة شعرية                                    |             |        |
| 10 | تلال وظلال                                                     | 2007        |        |
| 11 | النشاط الفكري والتغير الاجتماعي                                | 2005        | [ 9 ]  |